# Polygrammodes hyalescens
Polygrammodes hyalescens là một loài bướm đêm trong họ Crambidae.